# Аурифлама
Аурифлама (порт. Auriflama) — муниципалитет в Бразилии, входит в штат Сан-Паулу. Составная часть мезорегиона Сан-Жозе-ду-Риу-Прету. Входит в экономико-статистический микрорегион Аурифлама. Население составляет 14 066 человек на 2006 год. Занимает площадь 432,902 км². Плотность населения — 32,5 чел./км².
Праздник города — 20 ноября.

## История
Город основан в 1937 году.

## Статистика
- Валовой внутренний продукт на 2003 составляет 82.228.232,00 реалов (данные: Бразильский институт географии и статистики).
- Валовой внутренний продукт на душу населения на 2003 составляет 5.953,39 реалов (данные: Бразильский институт географии и статистики).
- Индекс развития человеческого потенциала на 2000 составляет 0,787 (данные: Программа развития ООН).

## География
Климат местности: тропический. В соответствии с классификацией Кёппена, климат относится к категории Cfb.